# Saint-Denis Football Club
Le Saint Denis FC est un club de football français basé à Saint-Denis de La Réunion, au nord de l'île de l'océan Indien formant un département d'outre-mer. 
Il participe au Championnat de La Réunion de football ainsi qu'à la Coupe de La Réunion de football

## Historique

### Débuts sous le nom de la SDAC
L'histoire débute en 1998 sous le nom de la Saint-Denis Athlétic Club (SDAC). Après la liquidation du CSSD en fin d'année 1997, Les joueurs clés partent, mais la quasi-totalité des joueurs en majorité des jeunes se donnent le pari fou de remonter en D1P d'ici cinq saisons. Et le pari tenu puisque de 1998 à 2002 ils passeront successivement  de la D4, D3 et deux saisons en D2R nord, puis remonte en D1P en 2002. Lors de la saison 2001 il créeront l'exploit d'aller jusqu'en finale de la coupe régionale de France perdu face à l'AS Excelsior.

### Changement sous le nom du Saint-Denis FC
La SDAC change de nom pour le Saint-Denis Football Club (SDFC) en 2003. Le club  ferra une bonne saison en se classant en milieu de tableau .Mais à la fin de l'année, la Ligue réunionnaise de football rétrograde administrativement le club en Super D2. Ce qui n’empêchera pas aux dyonisiens de revenir dans l’élite et de finir champion de la Super D2. Et pour achever cette magnifique saison 2004 le SDFC remporte la Coupe Régionale de France face à la Rivière Sport aux tirs au but. 
Lors du 7e tour de la Coupe de France les jaunes et verts connaîtront une sévère défaite 6-2 contre Besançon. La saison 2005 sera marqué par la finale 100 % dyonisienne qui l'oppose à l'AS Chaudron lors de la Coupe Régionale de France, finale qu'elle perd aux tirs au but. En 2010, le SDFC termine 3e du championnat ce qui est leur meilleure performance depuis 2003. En 2011, le Saint-Denis FC termine 6e du championnat mais ont changé d'entraîneur en cours de saison en la personne d'Alex Augustine qui remplace Jacques Adeler blessé. En début de saison 2012, Augustine est limogé en raison des mauvais résultats, l'intérim est assure par Henri Paul Ah-Yane . En fin de saison 2012, le club se maintient en D1P et atteint la finale de la coupe de la Réunion.
La saison, 2013 terminée, le club finit à l'avant dernière place, le club est donc relégué en super d2 (deuxième échelon du championnat de la Réunion) puis en D2D (troisième échelon du championnat de la Réunion) administrativement. 
En 2014, elle repart donc en Division 2 Départementale (soit la troisième division réunionnaise) après des débuts poussifs, le club terminera champion de sa poule et accède à la Division 2 Régionale (deuxième division réunionnaise). La même année, le SDFC réalise le doublé avec en prime la coupe Dominique Sauger. L'année suivante, elle termine l'année champion de D2R et retrouve la D1P seulement deux ans après l'avoir quitté.

### Palmarès
- Championnat de La Réunion de football (1)
  - Champion : 2022
  - Champion de D2R (2) :
  - 2004, 2015

- Coupe Régionale de France : (4)
  - 2004, 2021, 2023, 2024

## Anciens joueurs
- Bruno Calpin  France
- Freddy Clément  Martinique
- Freddy Rivière  France
- Roberto Elcaman  France
- Jean-Nöel Ajorque  France
- Yoël Armougom  France
- Sébastien Lépinay  France
- Stéphan Praxis  Madagascar
- Kevin Androge  France